# 오슬기 (배드민턴 선수)
오슬기(1987년 8월 20일~)는 대한민국의 배드민턴 선수이다.